# Bulldozer (film)
 For alternative betydninger, se Bulldozer (flertydig). (Se også artikler, som begynder med Bulldozer)
Bulldozer er en kortfilm fra 1993 instrueret af Maria Sødahl efter manuskript af Nikolaj Thide og Maria Sødahl.

## Handling
Lene, 43-årig bankfunktionær, tages fredag kl. 16.27 som gidsel af en bankrøver. Men da han vil skille sig af med hende, nægter hun. En usædvanlig weekend med overmod, hæmninger og længsel.